# Det store bogtyveri
Det store bogtyveri er omfattende tyverier fra Det Kongelige Bibliotek i 1970'erne. For at få et overblik over manglerne gennemførtes en omfattende revision af bibliotekets ældre samlinger. Først i 2003-2004 blev tyverierne opklaret: ca. 3.200 bøger til en samlet værdi af mellem 150 og 300 millioner kroner var stjålet gennem ti år af Frede Møller-Kristensen, der 1967-2000 var ansat på biblioteket og 1969-1987 ledede bibliotekets orientalske samling. Størstedelen er siden genfundet, men flere hundrede antikke bind (dvs. bøger og lignende) mangler stadig.

## Sagen
11. september 2003 fik Det Kongelige Bibliotek en opringning fra auktionshuset Christie's i London. Man havde undret sig over indleveringen af en meget kostbar bog, en spansk roman med titlen Propalladia trykt i Napoli 1517. Bogen havde en næsten udvisket bibliotekssignatur: På indersiden af forpermen stod øverst til venstre tallene 18,-36. Hos auktionshuset vidste man, at der kun fandtes et komplet eksemplar af denne bog; og det tilhørte Det Kongelige Bibliotek i København. I telefonen forhørte Christie's sig, om den bog, man stod med, stammede fra biblioteket.
Næste morgen tog to medarbejdere fra biblioteket af sted til London. Det viste sig, at Christie's lå inde med flere bøger indleveret til salg på en kommende auktion, som tilhørte Det Kongelige Bibliotek.
Meget hurtigt blev opklaringen sat i system. Der blev nedsat en arbejdsgruppe, der konverterede det gamle seddelbaserede mangelkatalog til en søgbar database, og med den kunne en håndfuld medarbejdere hurtigt få et overblik over, hvad der manglede i bogsamlingerne. Desuden blev der foretaget ransagninger i Danmark og Tyskland, og flere bibliotekarer arbejdede på Politigården sammen med kriminalfolkene under opklaringsarbejdet.
I alt blev omkring 3.200 bøger stjålne, hvoraf de 1.800 hurtigt blev fundet i familiens kælder. Siden er flere blevet genfundet og bragt tilbage, og i 2005 viste en komplet liste over antikke bind (dvs. bøger og lignende) at man stadig manglede 622, hvoraf lidt mere end 2⁄3 potentielt blev stjålet af Frede Møller-Kristensen (de øvrige er bortkommet på andre måder, f.eks. i forbindelse med evakueringer under krig).